# グアナカステ保全地域
グアナカステ保全地域（スペイン語: Área de Conservación Guanacaste）は、コスタリカの保全地域の一つである。コスタリカは、全国の国立公園や自然保護区を11の保全地域にグループ分けして管理を行うSINAC（Sistema Nacional de Áreas de Conservación）という制度を導入しているが、グアナカステ保全地域は、そのうちコスタリカ北西部グアナカステ州一帯に位置する保全地域である。1989年8月16日に設定され、1994年にはフンキリャル湾国立野生生物保護区が加わった。
1999年には、保全地域内のグアナカステ国立公園、サンタ・ロサ国立公園（海域を含む）、リンコン・デ・ラ・ビエハ火山国立公園、フンキリャル湾国立野生生物保護区、オリソンテス試験森林がユネスコの世界遺産リストに登録され、2004年にはサンタ・エレナ地区が拡大登録された（ID928）。
一帯にはオーク、マホガニー、リュウゼツランやサボテンなどの約7,000種の植物、900種以上の脊椎動物および多様な無脊椎動物が生息している。特徴的な種はベアードバク、40種以上のコウモリ、ネコ科のジャガー、マーゲイ、ジャガランディ、オセロットおよび多数の霊長類を含む哺乳類、マングローブエメラルドハチドリ、ヒワコンゴウインコ、ミドリコンゴウインコ、オオホウカンチョウなどの500種の鳥類、アメリカワニ、メガネカイマン、オサガメ、ヒメウミガメなどの爬虫類および20,000種の甲虫類、13,000種のアリ・ハナバチ・カリバチ類、8,000種のチョウ・ガ類が挙げられる。

## 世界遺産登録対象

### グアナカステ国立公園
グアナカステ国立公園（Parque Nacional Guanacaste）は、コスタリカ北部にある国立公園である。オロシ火山（Volcán Orosí）やカカオ火山（Volcán Cacao）の斜面から、パンアメリカンハイウェイまで広がっており、そこでサンタ・ロサ国立公園に接している。
設定されたのは1989年のことで、その一因となったのはダニエル・ハント・ジャンゼンが展開したキャンペーンと資金集めである。それによって、乾燥帯の森林と熱帯雨林との間を多くの種が季節ごとに行き来できるようになったのである。公園は約 340 km2 で、140種の哺乳類、300種以上の鳥類、100種の両生類・爬虫類、10,000種以上の昆虫の棲息が確認されている。
最も近い都市は北西のラ・クルス（La Cruz）である。公園内にはグアナカステ保全地域の本部の他、研究拠点（estación）が複数存在している。そのうちピティリャ（Pitilla）は公園の北東端に、カカオ（Cacao）はカカオ山南西の斜面に、マリトサ（Maritza）はカカオ、オロシ両火山の近くに、それぞれ位置している。

### リンコン・デ・ラ・ビエハ火山国立公園
リンコン・デ・ラ・ビエハ火山国立公園（Parque Nacional Rincón de la Vieja）は、1973年11月16日に設定された国立公園で、面積は 142 km2 である。コスタリカの北西部に位置し、リンコン・デ・ラ・ビエハ火山（Volcán Rincón de la Vieja）とサンタ・マリア火山（Volcán Santa María）という二つの火山を抱えており、休火山であるセロ・フォン・ゼーバッハ山（Cerro Von Seebach）も存在している。国立公園内での最後の噴火はリンコン・デ・ラ・ビエハ山のもので、1998年のことだった。
最も近い都市は公園の南に位置するリベリア市である。公園内には観光案内用の二つの拠点サンタ・マリア（Santa María）とパイラス（Pailas）があるが、どちらも公園の南側にある。
公園内は野生生物が多く、鳥類はヒゲドリ、キバシミドリチュウハシ（Aulacorhynchus prasinus）、あるいはケツァール、ホウカンチョウ、ワシなど300種以上が棲息している。主な哺乳類としては、クーガー、キンカジュー、ジャガー、サルなどが挙げられる。

### サンタ・ロサ国立公園

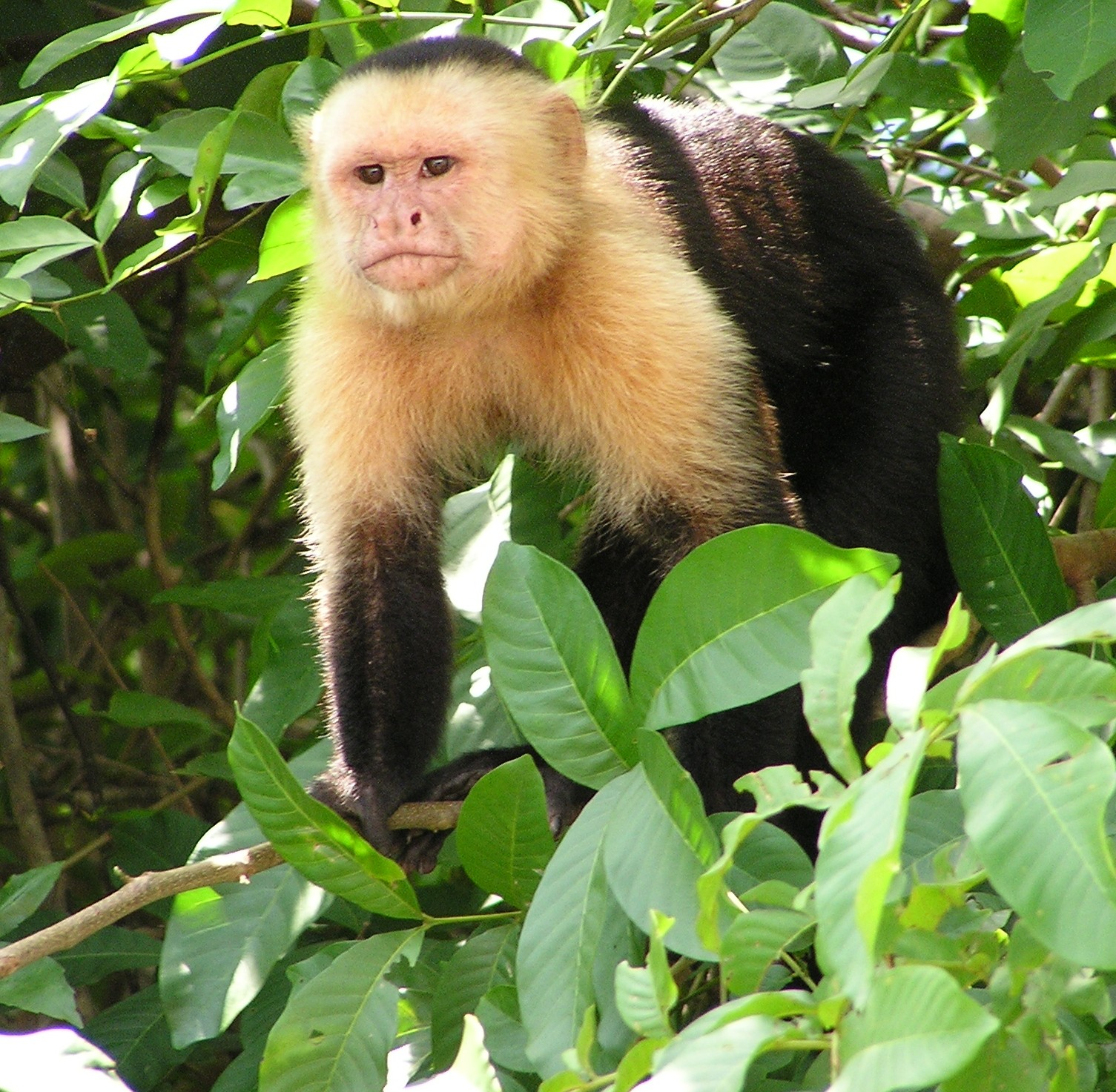
グアナカステに棲息するノドジロオマキザル

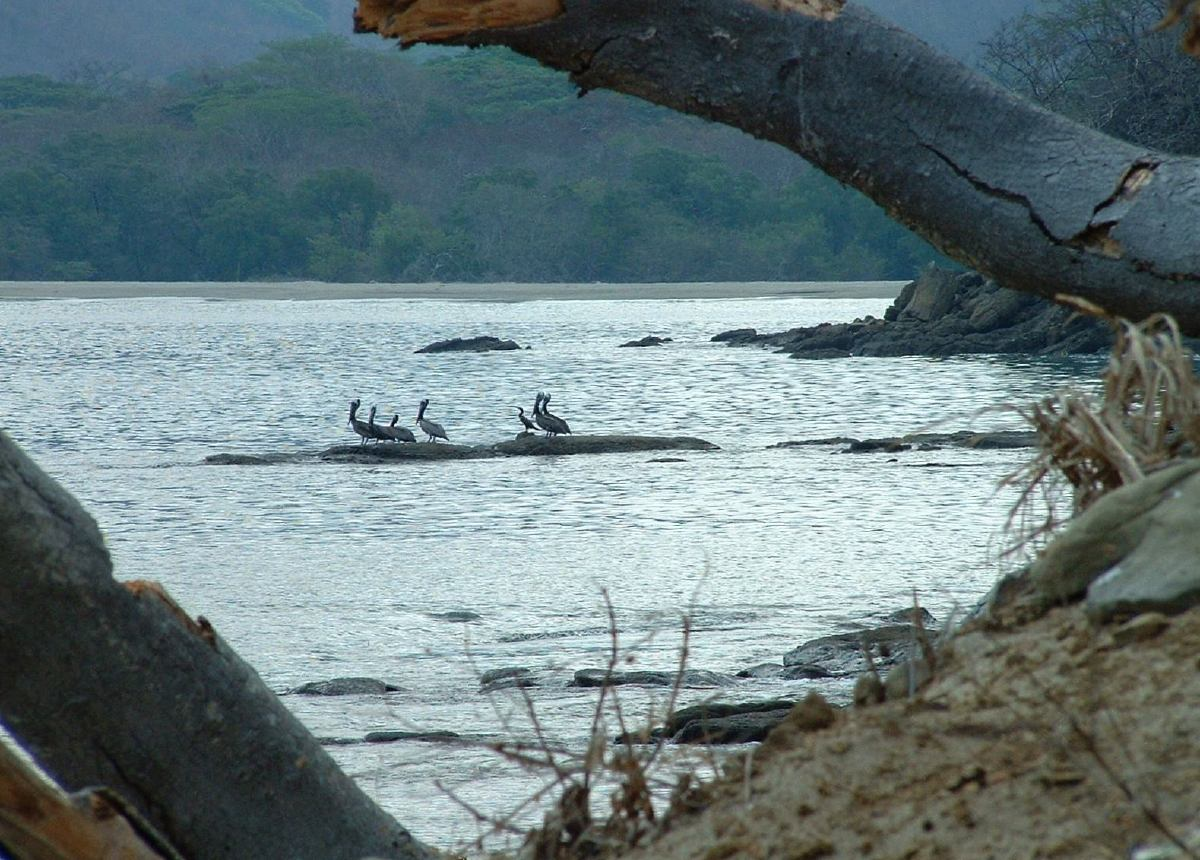
フンキリャル湾

サンタ・ロサ国立公園（Parque Nacional Santa Rosa）はコスタリカ北西部の国立公園で、東端にはパンアメリカンハイウェイがあり、道路の向い側にグアナカステ国立公園がある。中心地は、グアナカステ州リベリア市の北方36 km に位置している。
設立は1971年のことで、元々はサンタ・ロサの戦い（Battle of Santa Rosa）の戦場を保護する目的で設定されたが、当初から史跡だけでなく、サバナ、落葉樹林、湿原、マングローブなども保護対象に含んでいた。面積は約 495 km2 で、コヨーテ、ペッカリー、バク、ハナグマ（Coati）等の多様な種が棲息している。サルの仲間としてはジェフロイクモザル（Ateles geoffroyi）、マントホエザル（Alouatta palliata）、ノドジロオマキザル（Cebus capucinus）という3つの種が棲息している。そのほか、ウミガメやリクガメの種類も豊富である。なお、ジャガランディ、オセロット、ピューマ、ジャガーなどネコ科の動物も棲息してはいるが、目撃されることは稀である。
世界遺産登録対象には陸上部分だけでなく、サンゴ礁や藻場がある海域部分も含まれている。また、沿岸のポトレロ・グランデのマングローブ（Manglar de Potrero Grande）とレスプリンゲ・ラグーン（Laguna Respringue）の2ヶ所はラムサール条約登録地でもある。

### フンキリャル湾国立野生生物保護区
フンキリャル湾国立野生生物保護区（Refugio Nacional de Vida Silvestre Bahía Junquillal）は、熱帯性や亜熱帯性の乾燥した森林および湾岸のマングローブ林を保護することを目的に、1995年に設定された保護区である。

### オリソンテス試験森林
オリソンテス試験森林（Estación Experimental Forestal Horizontes）は、グアナカステ保全地域内に設定された自然保護区で、農地に転用された地区を再び乾燥した熱帯林（dry tropical forest）に戻す方法を模索することを目的として、試験的な森林回復計画が進められている地区である。

### サンタ・エレナ地区
サンタ・エレナ地区（Sector Santa Elena）は、グアナカステ保全地域内に存在する細長い地域である。公有地でないが、2004年に地主たちと政府当局が合意に達したことから、世界遺産の登録対象に含まれた。

## IUCNカテゴリー
3つの国立公園のIUCNカテゴリーはII（国立公園）、フンキリャル湾野生生物保護区はIV（種と生息地保護区）、オリソンテス試験森林とサンタ・エレナ地区はUNEPのサイトに記載がないので未詳である。

## 登録基準
この世界遺産は世界遺産登録基準のうち、以下の条件を満たし、登録された（以下の基準は世界遺産センター公表の登録基準からの翻訳、引用である）。
- (9) 陸上、淡水、沿岸および海洋生態系と動植物群集の進化と発達において進行しつつある重要な生態学的、生物学的プロセスを示す顕著な見本であるもの。
- (10) 生物多様性の本来的保全にとって、もっとも重要かつ意義深い自然生息地を含んでいるもの。これには科学上または保全上の観点から、すぐれて普遍的価値を持つ絶滅の恐れのある種の生息地などが含まれる。